# 羅光
羅光總主教（英語：Archbishop Stanislaus Lo Kuang，1911年1月1日—2004年2月28日）是天主教會總主教，字焯炤，湖南省衡陽人，1911年生於南鄉陡陂町一個天主教家庭，教名達義（Stanislaus），亦取字為達義。
羅光曾任台南教區主教、台北總教區總主教與天主教輔仁大學校長及名譽校長，有「聖堂學者」之美譽。

## 生平
- 1930年赴羅馬求學。

羅光總主教的牧徽，下方繪有衡陽來雁塔。

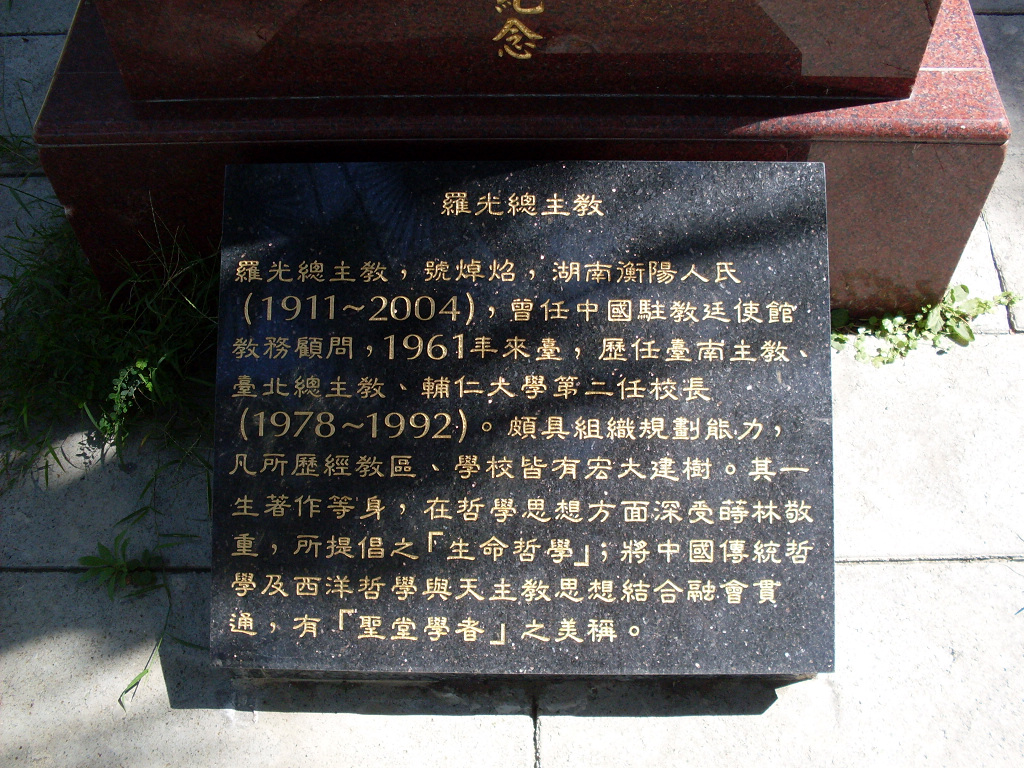
輔大羅光銘文

- 1936年於羅馬晉鐸。先後取得羅馬宗座傳信大學哲學、神學博士學位，羅馬宗座拉特朗大學法學博士，隨即在傳信大學教授中國哲學，歷25年。
- 1943年至1961年擔任中華民國駐教廷大使館的宗教顧問。
- 1961年起成為新設的台南教區主教，成立碧岳神哲學院。
- 1966年起任台北總教區總主教，設臺北主教公署，成立教友傳教協進會、設立耕莘護校、置三峽天主教公墓等。
- 1978年起任天主教輔仁大學校長，於1992年起轉任榮譽校長兼終身講座教授。
- 1983年任天主教中國主教團主席。
- 2004年2月28日在臺北市榮民總醫院病逝。

## 著作
- 《台南五年》 徵祥出版社 1966
- 《陸徵祥傳》 香港商務印書館
- 《徐光啟傳》 香港真理學會
- 《利瑪竇傳》 臺中光啟出版社
- 《聖母傳》 香港真理學會
- 《基督傳》 臺北中華文化出版事業委員會
- 《聖庇護第十傳》 香港真理學會
- 《中國與教廷使節史》 臺中光啟社
- 《理論哲學》
- 《實踐哲學》
- 《儒家形上學》
- 《中國哲學的展望》
- 《中國哲學思想史》九冊
- 《生命哲學》五冊
- 《中西法律哲學之比較研究》中央文物供應社 1983
- 《王船山形上學思想》輔仁大學 1993
- 《羅光全書》，共四十六冊。
- 《中國哲學大綱》，臺灣商務 1999
- 《生命哲學的美學》，臺灣學生 1999
- 《羅光生活自述》，臺灣學生 2000
- 《形上生命哲學》，臺灣學生 2001

## 荣誉

### 中华民国勋章奖章
- 二等景星勋章（2001年11月8日于台北总统府颁授[2]）

### 褒揚令
2004年，中華民國總統陳水扁頒佈褒揚令，其內容為：
|  | 輔仁大學前校長羅光總主教，性行耿介，才識閎通。早歲負笈羅馬，獲法學、哲學暨神學博士學位，新知淹貫，為時所重。曾任我國駐教廷大使館顧問、臺南教區主教暨臺北總教區總主教，殫精竭慮，為國宣勤，於促進中梵邦誼，殊多貢獻。嗣任輔仁大學校長，致力發展人格、人文教育，推動校園學術風氣，諄諄善教，陶鑄多士。公餘撰述不輟，著「羅光全集」四十二冊，研究功深，士林望重，享「聖堂學者」美譽。晚歲慨捐藏書及退休金，嘉惠學子，杏壇蜚聲。民國七十二年，榮獲行政院文化獎，九十年獲頒二等景星勳章，實至名歸，簡冊流馨。綜其生平，盡瘁教育，厚澤桑梓，碩望景行，允垂世範。茲聞溘逝，軫悼良殷，應予明令褒揚，以示政府崇念耆賢之至意。 |

## 紀念
- 輔仁大學有其雕像，社團大樓亦命名「焯炤館」以茲紀念
- 2011年輔仁大學校史室為紀念其百歲誕辰，與輔仁大學博物館學研究所共同合作舉辦：〈在光中行走－羅光總主教百歲誕辰紀念展〉，以茲紀念羅光總主教對於輔仁大學、中梵關係（中華民國與教廷）之貢獻。

## 外部連結
- 聖神研究中心
- 在光中行走－羅光總主教百歲誕辰紀念展

| 天主教會職銜                     | 天主教會職銜                         | 天主教會職銜  |
| -------------------------------- | ------------------------------------ | ------------- |
| 新頭銜                           | 天主教台南教區主教 1961年—1966年     | 繼任： 成世光 |
| 空缺上一位持有相同頭銜者：郭若石 | 天主教台北總教區總主教 1966年—1978年 | 繼任： 賈彥文 |
| 教育職務                         |                                      |               |
| 前任： 于斌                      | 天主教輔仁大學校長 1978年—1992年     | 繼任： 李振英 |